# Botas de sete léguas

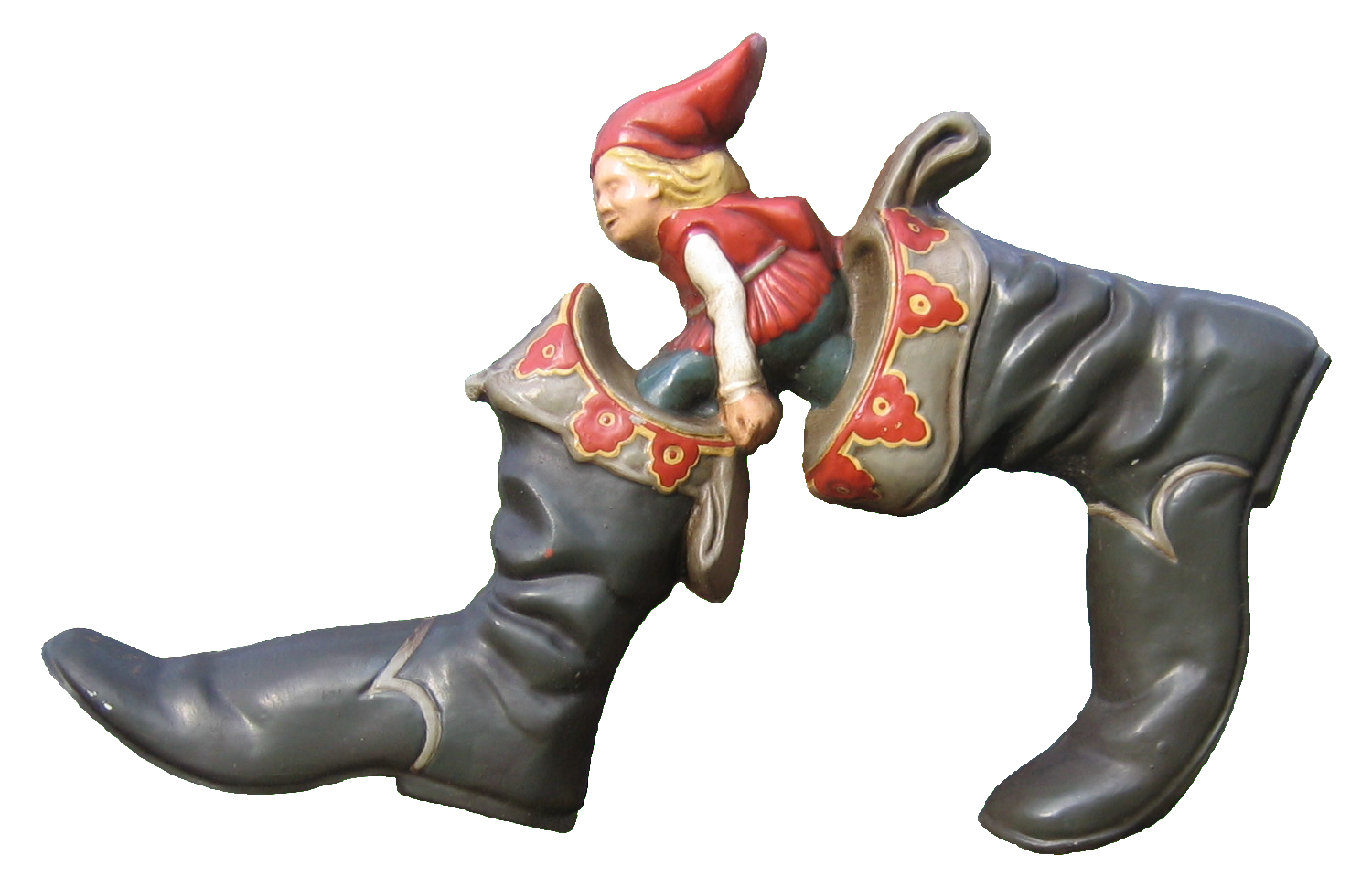
O Pequeno Polegar usando as Botas de Sete Léguas

As Botas de sete léguas são um elemento do folclore europeu. As botas permitem a pessoa que as usa conseguir dar passos que atingem sete léguas cada um, o que resulta em uma grande velocidade. As botas são frequentemente apresentadas por um personagem mágico ao protagonista para ajudar na realização de uma tarefa importante.

## Etimologia
O conceito das botas de sete léguas foi inicialmente popularizado pelos contos de Charles Perrault com o termo no francês "bottes de sept lieues". Acreditava-se que a légua francesa (lieue), de aproximadamente 4,8 quilômetros, representava a distancia percorrida em uma hora por um homem comum. Se um homem tivesse que andar 7 horas por dia, ele andaria 7 léguas por dia, ou cerca de 33,6 quilômetros.